# Trifești (gmina w okręgu Neamț)
Trifești – gmina w Rumunii, w okręgu Neamț. Obejmuje miejscowości Miron Costin i Trifești. W 2011 roku liczyła 4551 mieszkańców.